# Маримонт (станція метро)
52°16′18″ пн. ш. 20°58′18″ сх. д. / 52.27167° пн. ш. 20.97167° сх. д.
Маримонт (пол. A-19 Marymont) — станція Першої лінії Варшавського метрополітену, яка була відкрита 29 грудня 2006 року, у складі черги «Пляц Вільсона» — «Маримонт» Знаходиться під рогом вулиці Словацького і Алеї Армії Крайової.

## Опис станції
«Сороконіжка», двоярусна мілкого закладення, з острівною платформою завширшки 10 м і завдовжки 120 м. Оздоблена гранітом, сталлю, склом і алюмінієм, в основному, в сріблястих і синіх кольорах. Вздовж галереї, 37-м стін прикрашено працями молодих художників, експозиція змінюється кожні два місяці. Для людей з обмеженими можливостями обладнана ліфтами. На обох кінцях станції розташовані ескалатори. На станції заставлено тактильне покриття.
- Дата початку будівництва — 9 квітня 2005
- Дата завершення будівництва — 21 листопада 2006
- Дата здачі в експлуатацію — 29 грудня 2006
- Вартість будівництва станцій і тунелів — 56,889,723 злотих.

## Пересадка
- Автобуси: 110, 116, 132, 134, 326, 518, 705, 735, E-9, N13, N44, N63
- Трамвай: 6, 15, 17, 27

## Галерея

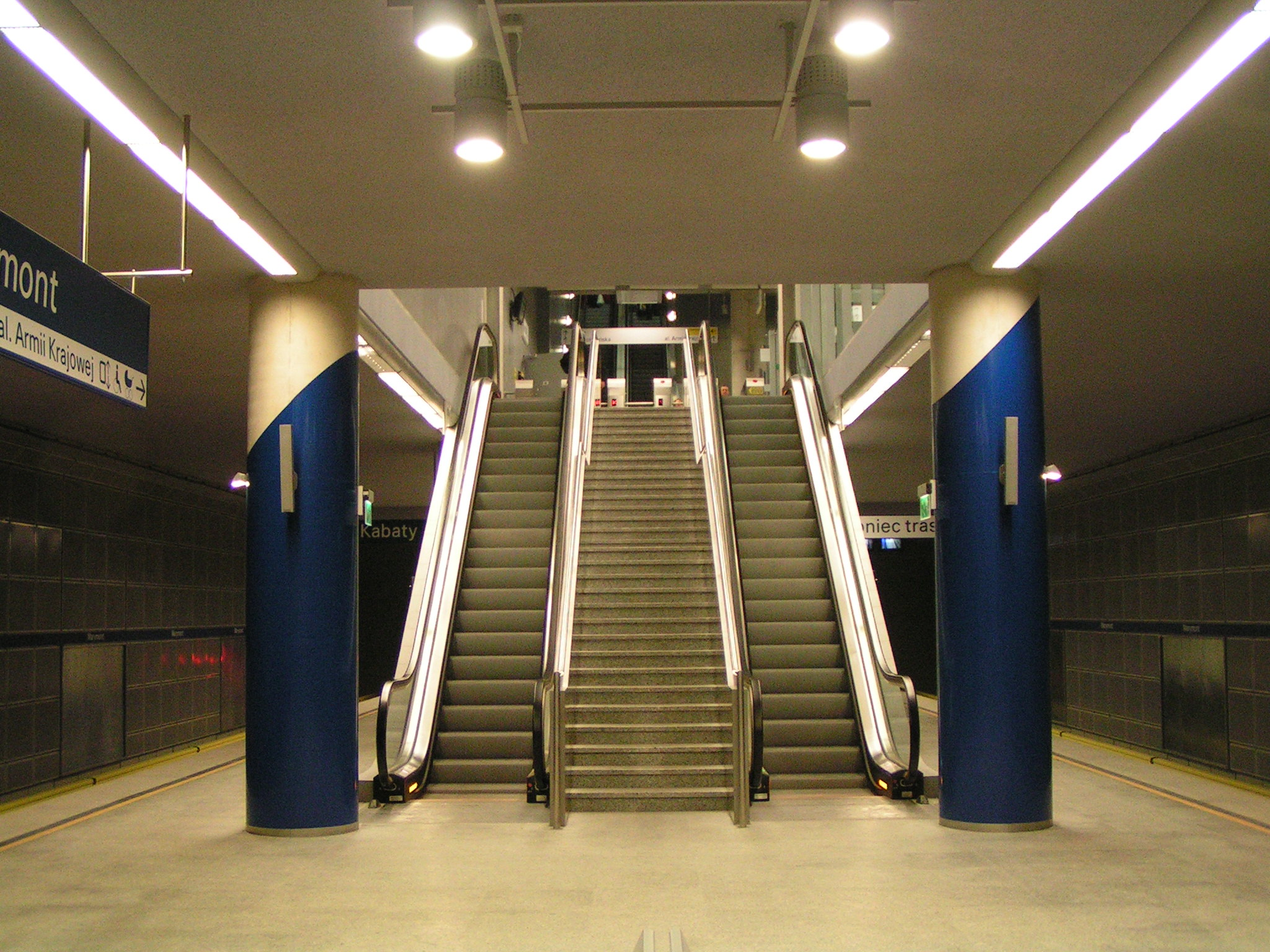
Платформа на станції
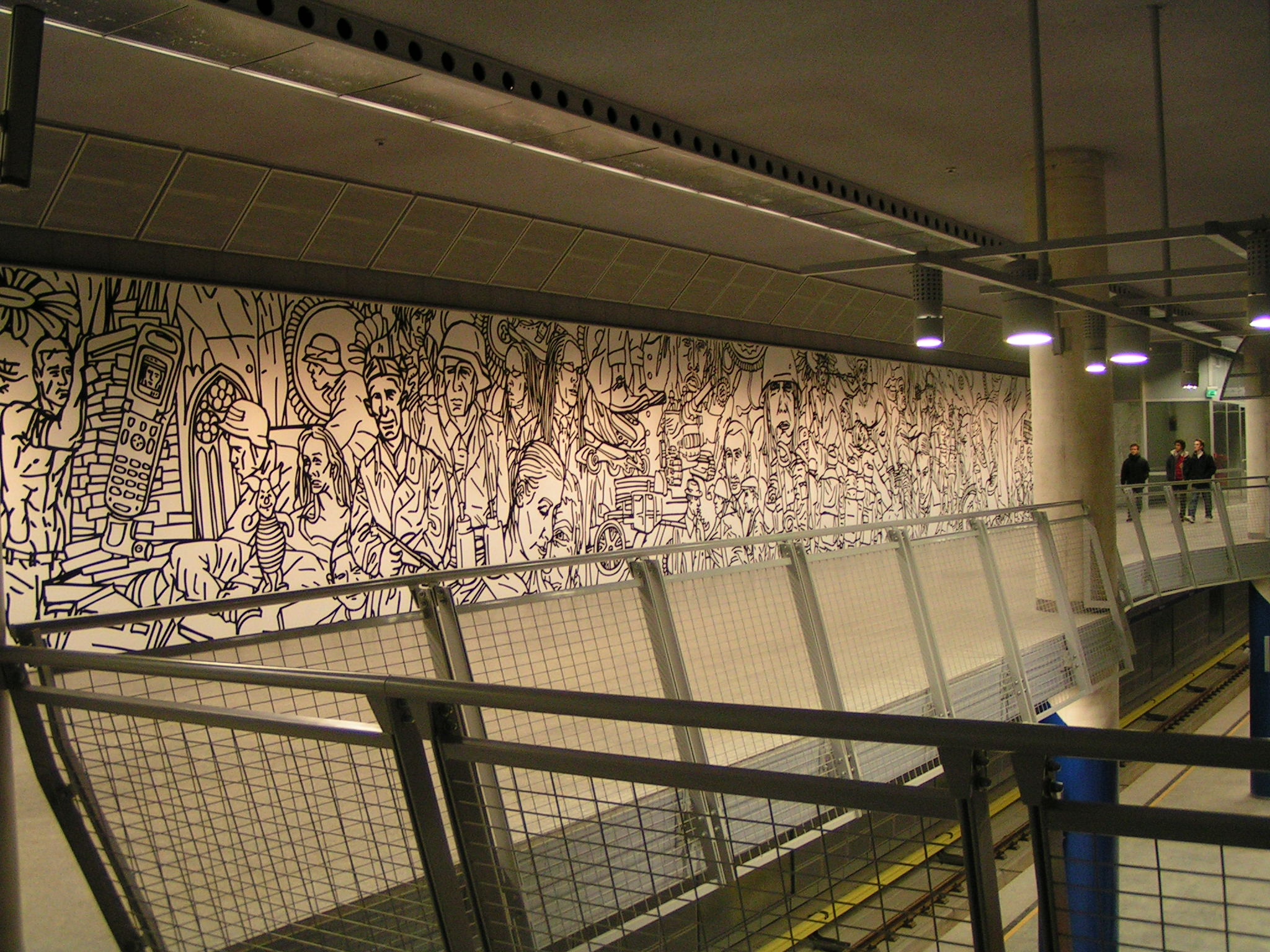
Другий поверх станції
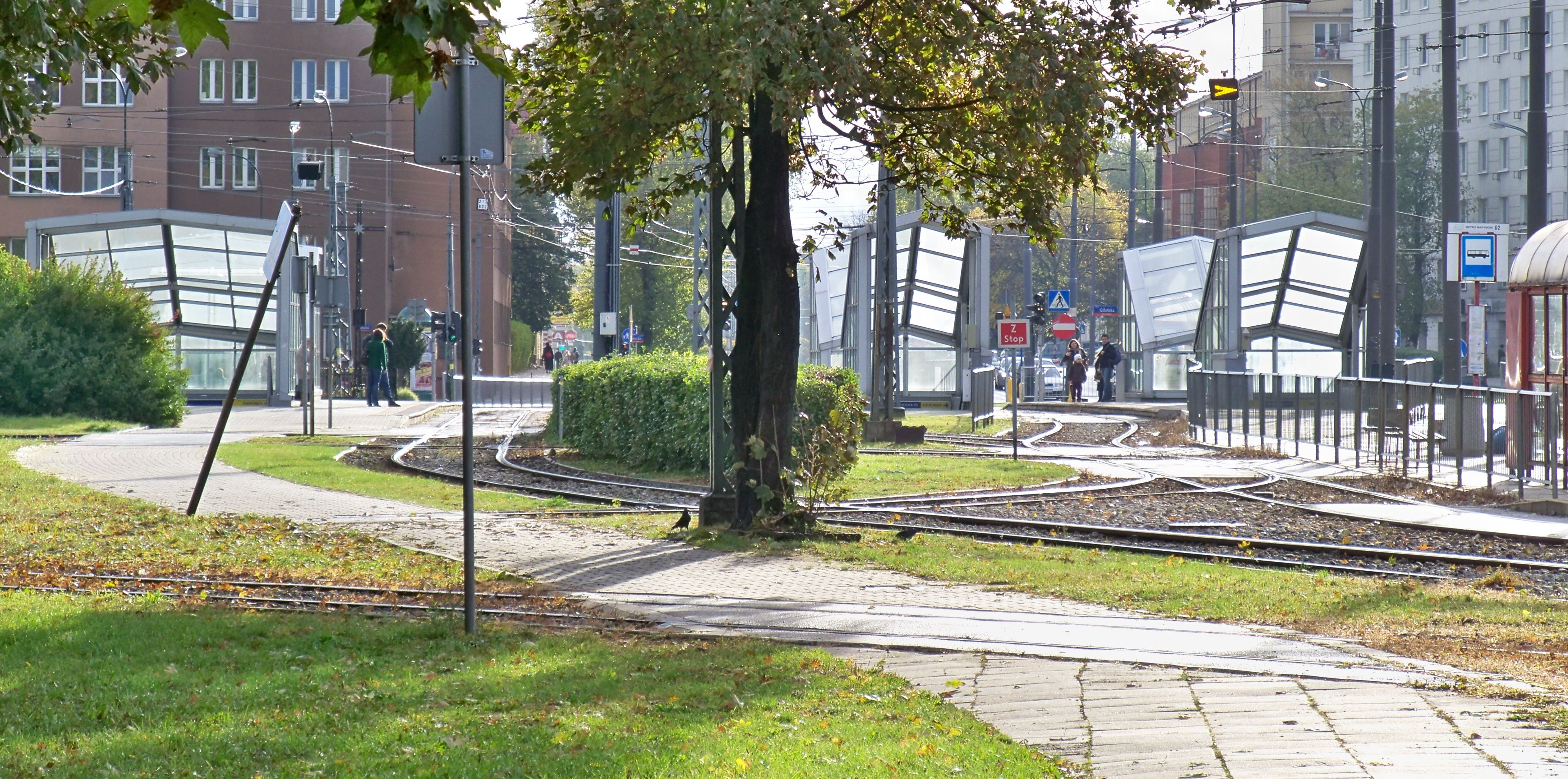
Виходи біля парку
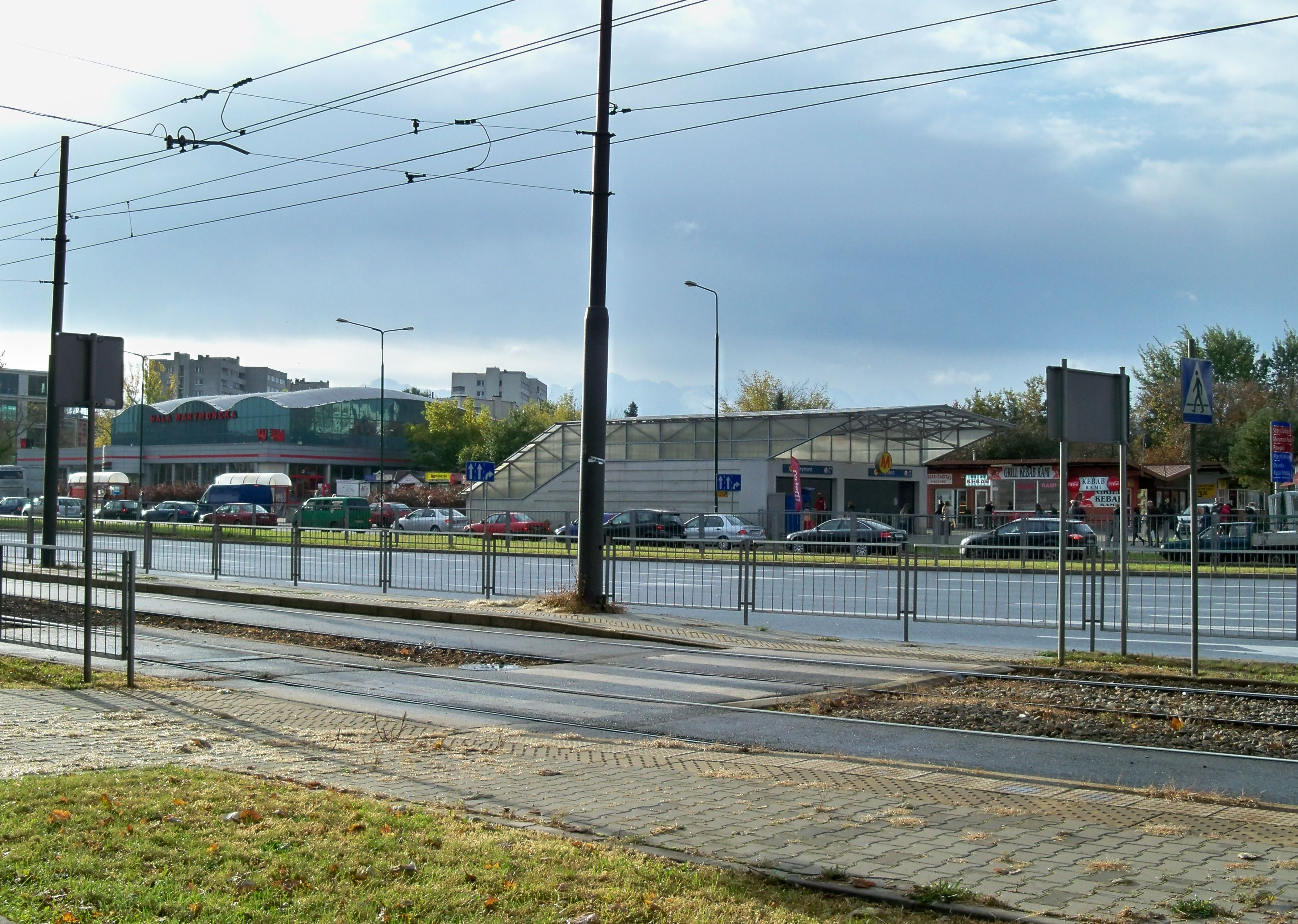
Будинок станції